# Binas (boek)
Binas, BINAS of BiNaS (Biologie Natuurkunde Scheikunde) is een informatieboek van Noordhoff Uitgevers en de Nederlandse Vereniging voor het Onderwijs in de Natuurwetenschappen (NVON). Binas wordt gebruikt voor het voortgezet onderwijs in de natuurwetenschappen. Binas bestaat uit tabellen, schema's en illustraties met informatie over natuurkunde, scheikunde, biologie en wiskunde.
Leerlingen mogen een Binas doorgaans vrij gebruiken bij opdrachten, proefwerken en schoolexamens. Het gebruik van Binas is eveneens toegestaan bij de centrale examens natuurkunde, scheikunde en biologie voor de havo en het vwo. De inhoud van Binas sluit geheel aan bij het examenprogramma, waardoor het een onmisbare bron van informatie is om vraagstukken op te lossen.
De recentste editie van Binas is de 7e editie. Deze editie is toegestaan bij de centrale examens vanaf 2025 voor havo en vanaf 2026 voor vwo. Vanaf 2017 voor havo en vanaf 2018 voor vwo is het vergelijkbare naslagwerk ScienceData (van uitgeverij Malmberg) ook officieel toegestaan bij het centraal examen.

## Inhoud
Binas is op onderwerp onderverdeeld in vijf hoofdstukken: een algemene rubriek, natuurkunde, wiskunde, scheikunde en biologie. Ieder hoofdstuk bevat meerdere tabellen: een rubriek met specifieke informatie. Een tabel kan kort zijn of kan een aantal pagina's beslaan. Bij het opzoeken van informatie gebruikt men tabelnummers in plaats van bladzijdenummers. In totaal bevat Binas honderd tabellen.
- Algemeen. Dit hoofdstuk bestaat uit een uitgebreid overzicht van grootheden en eenheden in het SI-stelsel. Ook zijn de definities gegeven van de basiseenheden. Dit hoofdstuk bestaat verder uit het Grieks alfabet, de SI-voorvoegsels en omrekeningsfactoren voor eenheden. Het hoofdstuk gaat achterin Binas verder met informatie over veiligheid en milieu.
- Natuurkunde. In het natuurkundige hoofdstuk zijn natuurkundige constanten, fysische gegevens van stoffen (zoals dichtheid, soortelijke warmte en smeltpunt), en isotopen te vinden. Ook bevat het hoofdstuk informatie over sterrenkunde, biofysica, elektriciteit en geluid. Achteraan het hoofdstuk staat een lijst met natuurkundige formules.
- Wiskunde. Dit korte hoofdstuk bevat wiskundige formules over lengte, oppervlakte en inhoud, eigenschappen van functies, machten en logaritmen, differentiaalrekening, integraalrekening, en goniometrie.
- Scheikunde. In het hoofdstuk scheikunde staat informatie over chemicaliën, elementen, materialen en reacties. Centraal staan tabellen met smelt- en kookpunten, oplosbaarheid, zuur- en baseconstanten en gegevens voor analytische chemie. Ook is er een kader over chemische naamgeving. Achteraan in Binas is het periodiek systeem der elementen weergeven.
- Biologie. Het hoofdstuk biologie bevat informatie over stofwisseling, DNA en RNA, organische verbindingen, cellen en weefsels. Ook organen, orgaanstelsels, ecologie en evolutie komen aan bod. Biologische informatie is vaak weergegeven aan de hand van illustraties.

## Geschiedenis

Derde editie van de Binas uit 1992

De eerste experimentele uitgave van de Binas verscheen in 1975 als Informatieboek vwo-havo voor het onderwijs in de natuurwetenschappen. Deze versie was nog niet toegestaan bij het centraal schriftelijk eindexamen en was samengesteld op verzoek van de Vereniging van Leraren in Natuur- en Scheikunde en van de Vereniging van Leraren in de Biologie, in opdracht van de Nederlandse Vereniging voor het Onderwijs in de Natuurwetenschappen (NVON). Tegenwoordig wordt de redactie gevoerd door de NVON. Alle drukken zijn uitgegeven door Noordhoff Uitgevers. Binas is de opvolger van het Tabellenboekje (voluit: Tabellenboekje voor onderwijs in de natuur- en scheikunde op scholen voor V.W.O. en H.A.V.O.) uit 1969.
Er is een aparte versie van Binas ontwikkeld voor het vmbo. Deze versie bevat minder informatie dan de versie voor vwo en havo, en is daardoor dunner. Ook is er een Engelstalige editie voor het tweetalig onderwijs (voor havo/vwo).
In 2022 is de zevende editie van Binas aansluitend bij de nieuwe examenprogramma's biologie, natuurkunde en scheikunde uitgebracht. 
- 1977 Eerste editie, 90-01-89354-6
- 1986 Tweede editie, 90-01-89351-1
- 1992 Derde editie, 90-01-89372-4
- 1998 Vierde editie, 90-01-89377-5
- 2004 Vijfde editie, 90-01-89380-5, 978-90-01-89380-4
- 2013 Zesde editie, 978-90-01-81749-7
- 2022 Zevende editie, 978-90-01-00724-9